# Logania nanophylla
Logania nanophylla är en tvåhjärtbladig växtart som beskrevs av B.J. Conn. Logania nanophylla ingår i släktet Logania och familjen Loganiaceae. Inga underarter finns listade i Catalogue of Life.